# Улица Энгельса (Казань)
Улица Энгельса (тат. Энгелс урамы, Engels uramı) — улица в историческом районе Ягодная слобода Кировского района Казани. Названа в честь Фридриха Энгельса, одного из основоположников марксизма.

## География
Начинаясь от улицы Гладилова, пересекает Краснококшайская, Большая Крыловка, Герцена, Гончарова, Тургенева, Кольцова после чего заканчивается. Ранее пересекалась с улицей Баженова.

## История
Улица возникла под названием Смоленская (по одноимённой церкви) не позднее последней четверти XIX века и административно относилась к 6-й части города. Переименована протоколом комиссии Казгорсовета б/н от 2 ноября 1927 года.
На 1939 год на улице имелось около 50 домовладений: № 1-5/32, 9-21/43, 33/28-43/11, 47/5-61 по нечётной стороне и № 4/30, 8-26, 32/60-34, 38-48/20, 52/23 по чётной.
В 1970-х годах несколько домов на улице были снесены при строительстве северного промышленного коллектора, детского сада № 356 и СПТУ № 41. В конце 1990-х — начале 2000-х годов значительная часть старой, преимущественно деревянной застройки в средней части улицы была снесена в рамках программы ликвидации ветхого жилья. При строительстве трассы совмещённого участка Большого и Малого казанских колец улица оказалась разделена на два не связанных друг с другом участка.
В первые годы советской власти административно относилась к 6-й части города; после введения в городе административных районов относилась к Заречному (с 1931 года Пролетарскому, с 1935 года Кировскому) району.

## Примечательные объекты
- пересечение с улицей Гладилова — Смоленско-Димитриевская церковь[тат.] (снесена в 1930-е).[19]
- пересечение с улицей Гладилова (ранее № 4/30) — школа № 81. Во время немецко-советской войны в здании располагались эвакогоспитали № 3646 и 5873.[20]
- № 6/26 — здание начального училища[тат.] (вторая половина XIX века). В середине XX века в здании располагалась семилетняя школа № 73.[21][22]
- № 7 — в этом здании располагалось управление Казанского производственного кожевенного объединения.[23]
- № 8 (снесено) — в этом здании располагалась начальная школа № 7.[24]
- № 12 — одно из зданий Казанского торгово-экономического техникума (ранее СПТУ-41).
- № 20/39 — мечеть Ягодной слободы.
- № 21/41 — жилой дом льнокомбината[тат.].[25]
- № 59а — филиал детского сада № 83 (ранее детский сад № 356 кожобъединения).[26][23]

## Транспорт
Общественный транспорт по улице не ходит; ближайшие остановки общественного транспорта — «Гладилова» (автобус), «Мулланура Вахитова» (автобус, трамвай) на пересекающих её улицах Гладилова и Большая Крыловка соответственно. Ближайшая станция метро — «Козья слобода».